# Ice Cube/Diskografie
Diese Diskografie ist eine Übersicht über die musikalischen Werke des US-amerikanischen Rappers, Songwriters und Musikproduzenten Ice Cube. Den Quellenangaben und Schallplattenauszeichnungen zufolge hat er bisher mehr als 21,5 Millionen Tonträger verkauft, davon alleine in seiner Heimat über zwölf Millionen. Seine erfolgreichste Veröffentlichung ist das Album The Predator mit über 2,7 Millionen verkauften Einheiten.

## Alben

### Studioalben
| Jahr | Titel Musiklabel                                               | Höchstplatzierung, Gesamtwochen, AuszeichnungChartplatzierungen (Jahr, Titel, Musiklabel, Platzierungen, Wochen, Auszeichnungen, Anmerkungen) | Höchstplatzierung, Gesamtwochen, AuszeichnungChartplatzierungen (Jahr, Titel, Musiklabel, Platzierungen, Wochen, Auszeichnungen, Anmerkungen) | Höchstplatzierung, Gesamtwochen, AuszeichnungChartplatzierungen (Jahr, Titel, Musiklabel, Platzierungen, Wochen, Auszeichnungen, Anmerkungen) | Höchstplatzierung, Gesamtwochen, AuszeichnungChartplatzierungen (Jahr, Titel, Musiklabel, Platzierungen, Wochen, Auszeichnungen, Anmerkungen) | Anmerkungen                                                   |
| Jahr | Titel Musiklabel                                               | DE | CH | UK | US | Anmerkungen                                                   |
| ---- | -------------------------------------------------------------- | --- | --- | --- | --- | ------------------------------------------------------------- |
| 1990 | AmeriKKKa’s Most Wanted Priority Records (Prority)             | — | — | UK48 Silber · (5 Wo.)UK | US19 Platin · (27 Wo.)US | Erstveröffentlichung: 16. Mai 1990 Verkäufe: + 2.250.000      |
| 1991 | Death Certificate Priority Records (Prority)                   | — | — | — | US2 Platin · (36 Wo.)US | Erstveröffentlichung: 29. Oktober 1991 Verkäufe: + 1.640.000  |
| 1992 | The Predator Priority Records (Prority)                        | DE60 (9 Wo.)DE | — | UK73 Silber · (1 Wo.)UK | US1 ×2Doppelplatin · (52 Wo.)US | Erstveröffentlichung: 17. November 1992 Verkäufe: + 2.775.000 |
| 1993 | Lethal Injection Priority Records (Prority)                    | DE66 (9 Wo.)DE | — | UK52 (1 Wo.)UK | US5 Platin · (48 Wo.)US | Erstveröffentlichung: 7. Dezember 1993 Verkäufe: + 1.935.000  |
| 1998 | War & Peace Vol. 1 (The War Disc) Priority Records (Prority)   | — | — | — | US7 Platin · (20 Wo.)US | Erstveröffentlichung: 17. November 1998 Verkäufe: + 1.490.000 |
| 2000 | War & Peace Vol. 2 (The Peace Disc) Priority Records (Prority) | DE29 (10 Wo.)DE | — | UK56 Silber · (2 Wo.)UK | US3 Gold · (25 Wo.)US | Erstveröffentlichung: 21. März 2000 Verkäufe: + 1.105.000     |
| 2006 | Laugh Now, Cry Later Lench Mob Records (EMI)                   | — | CH63 (4 Wo.)CH | — | US4 Gold · (21 Wo.)US | Erstveröffentlichung: 6. Juni 2006 Verkäufe: + 655.000        |
| 2008 | Raw Footage Lench Mob Records (EMI)                            | — | CH53 (4 Wo.)CH | — | US5 (11 Wo.)US | Erstveröffentlichung: 19. August 2008 Verkäufe: + 175.000     |
| 2010 | I Am the West Lench Mob Records (Essential)                    | — | — | — | US22 (5 Wo.)US | Erstveröffentlichung: 28. September 2010 Verkäufe: + 95.000   |
| 2018 | Everythang’s Corrupt Lench Mob Records (UMG)                   | — | CH63 (2 Wo.)CH | — | US62 (1 Wo.)US | Erstveröffentlichung: 7. Dezember 2018                        |
| 2024 | Man Down Lench Mob Records (Hitmaker)                          | — | — | — | US48 (1 Wo.)US | Erstveröffentlichung: 22. November 2024                       |

### Kompilationen
| Jahr | Titel Musiklabel                               | Höchstplatzierung, Gesamtwochen, AuszeichnungChartplatzierungen (Jahr, Titel, Musiklabel, Platzierungen, Wochen, Auszeichnungen, Anmerkungen) | Höchstplatzierung, Gesamtwochen, AuszeichnungChartplatzierungen (Jahr, Titel, Musiklabel, Platzierungen, Wochen, Auszeichnungen, Anmerkungen) | Höchstplatzierung, Gesamtwochen, AuszeichnungChartplatzierungen (Jahr, Titel, Musiklabel, Platzierungen, Wochen, Auszeichnungen, Anmerkungen) | Höchstplatzierung, Gesamtwochen, AuszeichnungChartplatzierungen (Jahr, Titel, Musiklabel, Platzierungen, Wochen, Auszeichnungen, Anmerkungen) | Anmerkungen                                                  |
| Jahr | Titel Musiklabel                               | DE | CH | UK | US | Anmerkungen                                                  |
| ---- | ---------------------------------------------- | --- | --- | --- | --- | ------------------------------------------------------------ |
| 1994 | Bootlegs & B-Sides Priority Records (Prority)  | — | — | — | US19 Gold · (24 Wo.)US | Erstveröffentlichung: 22. November 1994 Verkäufe: + 750.000  |
| 1997 | Featuring… Ice Cube Priority Records (Prority) | — | — | — | US116 (14 Wo.)US | Erstveröffentlichung: 16. Dezember 1997 Verkäufe: + 295.000  |
| 2001 | Greatest Hits Priority Records (EMI)           | — | — | UK— GoldUK | US54 Gold · (19 Wo.)US | Erstveröffentlichung: 4. Dezember 2001 Verkäufe: + 1.340.000 |
| 2007 | In the Movies Priority Records (EMI)           | — | — | — | US169 (1 Wo.)US | Erstveröffentlichung: 4. September 2007 Verkäufe: + 150.000  |

Weitere Kompilationen
- 2008: The Essentials (Verkäufe: + 70.000)[2]
- 2013: Icon

### EPs
| Jahr | Titel Musiklabel                        | Höchstplatzierung, Gesamtwochen, AuszeichnungChartplatzierungen (Jahr, Titel, Musiklabel, Platzierungen, Wochen, Auszeichnungen, Anmerkungen) | Höchstplatzierung, Gesamtwochen, AuszeichnungChartplatzierungen (Jahr, Titel, Musiklabel, Platzierungen, Wochen, Auszeichnungen, Anmerkungen) | Höchstplatzierung, Gesamtwochen, AuszeichnungChartplatzierungen (Jahr, Titel, Musiklabel, Platzierungen, Wochen, Auszeichnungen, Anmerkungen) | Höchstplatzierung, Gesamtwochen, AuszeichnungChartplatzierungen (Jahr, Titel, Musiklabel, Platzierungen, Wochen, Auszeichnungen, Anmerkungen) | Anmerkungen                                              |
| Jahr | Titel Musiklabel                        | DE | CH | UK | US | Anmerkungen                                              |
| ---- | --------------------------------------- | --- | --- | --- | --- | -------------------------------------------------------- |
| 1990 | Kill at Will Priority Records (Prority) | — | — | UK66 (3 Wo.)UK | US34 Platin · (43 Wo.)US | Erstveröffentlichung: 1. Juli 1990 Verkäufe: + 1.395.000 |

## Singles

### Als Leadmusiker
| Jahr | Titel Album                                       | Höchstplatzierung, Gesamtwochen, AuszeichnungChartplatzierungen (Jahr, Titel, Album, Platzierungen, Wochen, Auszeichnungen, Anmerkungen) | Höchstplatzierung, Gesamtwochen, AuszeichnungChartplatzierungen (Jahr, Titel, Album, Platzierungen, Wochen, Auszeichnungen, Anmerkungen) | Höchstplatzierung, Gesamtwochen, AuszeichnungChartplatzierungen (Jahr, Titel, Album, Platzierungen, Wochen, Auszeichnungen, Anmerkungen) | Höchstplatzierung, Gesamtwochen, AuszeichnungChartplatzierungen (Jahr, Titel, Album, Platzierungen, Wochen, Auszeichnungen, Anmerkungen) | Anmerkungen                                                                            |
| Jahr | Titel Album                                       | DE | CH | UK | US | Anmerkungen                                                                            |
| ---- | ------------------------------------------------- | --- | --- | --- | --- | -------------------------------------------------------------------------------------- |
| 1990 | AmeriKKKa’s Most Wanted                           | — | — | UK76 (2 Wo.)UK | — | Erstveröffentlichung: 17. April 1990                                                   |
| 1992 | Wicked The Predator                               | — | — | UK62 (1 Wo.)UK | US55 Gold · (10 Wo.)US | Erstveröffentlichung: 21. Oktober 1992                                                 |
| 1993 | It Was a Good Day The Predator                    | DE— GoldDE | — | UK27 Platin · (4 Wo.)UK | US15 Gold · (20 Wo.)US | Erstveröffentlichung: 23. Februar 1993                                                 |
| 1993 | Check Yo Self The Predator                        | — | — | UK36 Silber · (4 Wo.)UK | US20 Platin · (20 Wo.)US | Erstveröffentlichung: 20. Juli 1993 feat. Das EFX                                      |
| 1993 | Really Doe Lethal Injection                       | — | — | UK66 (1 Wo.)UK | US54 (9 Wo.)US | Erstveröffentlichung: 5. Dezember 1993                                                 |
| 1994 | You Know How We Do It Lethal Injection            | — | — | UK41 Gold · (5 Wo.)UK | US30 (20 Wo.)US | Erstveröffentlichung: 2. Februar 1994                                                  |
| 1994 | Bop Gun (One Nation) Lethal Injection             | — | — | UK22 (3 Wo.)UK | US23 Gold · (20 Wo.)US | Erstveröffentlichung: August 1994 feat. George Clinton                                 |
| 1994 | Natural Born Killaz Murder Was the Case (O.S.T.)  | — | — | UK45 (2 Wo.)UK | — | Erstveröffentlichung: 1994 mit Dr. Dre                                                 |
| 1997 | The World Is Mine Dangerous Ground (O.S.T.)       | — | — | UK60 (2 Wo.)UK | — | Erstveröffentlichung: März 1997                                                        |
| 1997 | Men of Steel Steel Man (O.S.T.)                   | — | — | — | US82 (7 Wo.)US | Erstveröffentlichung: 29. Juli 1997 mit B-Real, KRS-One, Shaquille O’Neal & Peter Gunz |
| 1998 | Pushin’ Weight War & Peace Vol. 1 (The War Disc)  | — | — | — | US26 Gold · (19 Wo.)US | Erstveröffentlichung: 27. Oktober 1998 feat. Mr. Short Khop                            |
| 1999 | You Can Do It War & Peace Vol. 2 (The Peace Disc) | — | — | UK2 Gold · (15 Wo.)UK | US35 (12 Wo.)US | Erstveröffentlichung: 16. November 1999 feat. Mack 10 & Ms. Toi                        |
| 2000 | Hello War & Peace Vol. 2 (The Peace Disc)         | — | — | — | — | Erstveröffentlichung: 2000 feat. Dr. Dre & MC Ren                                      |
| 2006 | Why We Thugs Laugh Now, Cry Later                 | — | — | — | US92 (2 Wo.)US | Erstveröffentlichung: 13. April 2006                                                   |
| 2013 | Everythang’s Corrupt                              | — | — | — | — | Erstveröffentlichung: 4. Januar 2013                                                   |
| 2013 | Crowded –                                         | — | — | — | — | Erstveröffentlichung: 29. März 2013                                                    |
| 2013 | Sasquatch –                                       | — | — | — | — | Erstveröffentlichung: 28. Oktober 2013                                                 |
| 2014 | Sic Them Youngins on ’Em –                        | — | — | — | — | Erstveröffentlichung: 13. Mai 2014                                                     |
| 2014 | Drop Girl –                                       | DE92 (1 Wo.)DE | — | — | — | Erstveröffentlichung: 18. Juli 2014 feat. 2 Chainz & Redfoo                            |
| 2016 | Real People Barbershop: The Next Cut O.S.T.       | — | — | — | — | Erstveröffentlichung: 25. März 2016 feat. Common                                       |
| 2017 | Good Cop, Bad Cop Everythang’s Corrupt            | — | — | — | — | Erstveröffentlichung: 6. Juni 2017                                                     |
| 2018 | Arrest the President Everythang’s Corrupt         | — | — | — | — | Erstveröffentlichung: 8. November 2018                                                 |
| 2018 | That New Funkadelic Everythang’s Corrupt          | — | — | — | — | Erstveröffentlichung: 4. Dezember 2018                                                 |

### Als Gastmusiker
| Jahr | Titel Album                                              | Höchstplatzierung, Gesamtwochen, AuszeichnungChartplatzierungen (Jahr, Titel, Album, Platzierungen, Wochen, Auszeichnungen, Anmerkungen) | Höchstplatzierung, Gesamtwochen, AuszeichnungChartplatzierungen (Jahr, Titel, Album, Platzierungen, Wochen, Auszeichnungen, Anmerkungen) | Höchstplatzierung, Gesamtwochen, AuszeichnungChartplatzierungen (Jahr, Titel, Album, Platzierungen, Wochen, Auszeichnungen, Anmerkungen) | Höchstplatzierung, Gesamtwochen, AuszeichnungChartplatzierungen (Jahr, Titel, Album, Platzierungen, Wochen, Auszeichnungen, Anmerkungen) | Anmerkungen                                             |
| Jahr | Titel Album                                              | DE | CH | UK | US | Anmerkungen                                             |
| ---- | -------------------------------------------------------- | --- | --- | --- | --- | ------------------------------------------------------- |
| 1991 | You Can’t Play with My Yo-Yo Make Way for the Motherlode | — | — | — | US36 (12 Wo.)US | Erstveröffentlichung: Mai 1991 Yo-Yo feat. Ice Cube     |
| 1994 | Hand of the Dead Body / People Don’t Believe The Diary   | — | — | UK41 (2 Wo.)UK | US74 (7 Wo.)US | Erstveröffentlichung: 1994 Scarface feat. Ice Cube      |
| 1995 | Foe Life Mack 10                                         | — | — | — | US71 (11 Wo.)US | Erstveröffentlichung: April 1995 Mack 10 feat. Ice Cube |

## Statistik

### Chartauswertung
|                     | DE    | CH    | UK    | US     |
| ------------------- | ----- | ----- | ----- | ------ |
| Nummer-eins-Alben   | DE—DE | CH—CH | UK—UK | US1US  |
| Top-10-Alben        | DE—DE | CH—CH | UK—UK | US7US  |
| Alben in den Charts | DE3DE | CH3CH | UK5UK | US16US |

|                       | DE    | CH    | UK     | US     |
| --------------------- | ----- | ----- | ------ | ------ |
| Nummer-eins-Singles   | DE—DE | CH—CH | UK—UK  | US—US  |
| Top-10-Singles        | DE—DE | CH—CH | UK1UK  | US—US  |
| Singles in den Charts | DE1DE | CH—CH | UK11UK | US13US |

### Auszeichnungen für Musikverkäufe
| Silberne Schallplatte - Vereinigtes Königreich - 2022: für das Lied No Vaseline Goldene Schallplatte - Italien - 2023: für die Single It Was a Good Day - Kanada - 1998: für das Album War - 2000: für das Album War & Peace Vol. 2 - 2006: für das Album Laugh Now, Cry Later - Neuseeland - 2002: für das Album Greatest Hits - 2024: für das Album The Predator - 2025: für das Album Lethal Injection - Spanien - 2024: für die Single It Was a Good Day | Platin-Schallplatte - Dänemark - 2024: für die Single It Was a Good Day - Neuseeland - 2021: für die Single You Can Do It - 2022: für die Single Check Yo Self 4× Platin-Schallplatte - Neuseeland - 2024: für die Single It Was a Good Day |

Anmerkung: Auszeichnungen in Ländern aus den Charttabellen bzw. Chartboxen sind in ebendiesen zu finden.
| Land/RegionAuszeichnungen für Musikverkäufe (Land/Region, Auszeichnungen, Verkäufe, Quellen) | Silber     | Gold       | Platin       | Verkäufe   | Quellen              |
| -------------------------------------------------------------------------------------------- | ---------- | ---------- | ------------ | ---------- | -------------------- |
| Dänemark (IFPI)                                                                              | —          | —          | Platin1      | 90.000     | ifpi.dk              |
| Deutschland (BVMI)                                                                           | —          | Gold1      | —            | 300.000    | musikindustrie.de    |
| Italien (FIMI)                                                                               | —          | Gold1      | —            | 50.000     | fimi.it              |
| Kanada (MC)                                                                                  | —          | 3× Gold3   | —            | 150.000    | musiccanada.com      |
| Neuseeland (RMNZ)                                                                            | —          | 3× Gold3   | 6× Platin6   | 202.500    | radioscope.co.nz NZ2 |
| Spanien (Promusicae)                                                                         | —          | Gold1      | —            | 30.000     | elportaldemusica.es  |
| Vereinigte Staaten (RIAA)                                                                    | —          | 8× Gold8   | 8× Platin8   | 12.000.000 | riaa.com             |
| Vereinigtes Königreich (BPI)                                                                 | 5× Silber5 | 3× Gold3   | Platin1      | 2.080.000  | bpi.co.uk            |
| Insgesamt                                                                                    | 5× Silber5 | 20× Gold20 | 16× Platin16 |            |                      |